# Campeonato Mundial de Atletismo Sub-20 de 2016 - Heptatlo feminino
A prova do heptatlo feminino do Campeonato Mundial de Atletismo Sub-20 de 2016 ocorreu entre os dias 21 e 22 de julho em Bydgoszcz, na Polônia. 

## Recordes
Antes desta competição, os recordes mundiais e do campeonato nesta prova eram os seguintes:
|     | Nome           | Nacionalidade | Pontos | Local    | Data                 |
| --- | -------------- | ------------- | ------ | -------- | -------------------- |
| WJR | Carolina Klüft | Suécia        | 6542   | Munique  | 10 de agosto de 2002 |
| CR  | Carolina Klüft | Suécia        | 6470   | Kingston | 20 de julho de 2002  |
| WJL | Alina Shukh    | Ucrânia       | 6099   | Lutsk    | 19 de junho de 2016  |

## Medalhistas
| Ouro               | Prata                   | Bronze              |
| Sarah Lagger (AUT) | Adriana Rodríguez (CUB) | Hanne Maudens (BEL) |

## Cronograma
Todos os horários são locais (UTC+1).
| Data        | Hora  | Evento                   |
| ----------- | ----- | ------------------------ |
| 21 de julho | 09:35 | 100 metros com barreiras |
| 21 de julho | 10:40 | Salto em altura          |
| 21 de julho | 18:00 | Arremesso de peso        |
| 21 de julho | 19:20 | 200 metros rasos         |
| 22 de julho | 10:10 | Salto em distância       |
| 22 de julho | 12:25 | Lançamento de dardo      |
| 22 de julho | 19:00 | 800 metros rasos         |

## Resultados finais
| Posição           | Atleta               | Nacionalidade  | 100 m | SA   | AP    | 200 m | SD   | LD    | 800 m   | Pontos | Notas           |
| ----------------- | -------------------- | -------------- | ----- | ---- | ----- | ----- | ---- | ----- | ------- | ------ | --------------- |
| Medalha de ouro   | Sarah Lagger         | Áustria        | 14.25 | 1.77 | 13.09 | 24.93 | 5.95 | 43.65 | 2:15.99 | 5960   | NJR             |
| Medalha de prata  | Adriana Rodríguez    | Cuba           | 13.69 | 1.80 | 12.65 | 23.95 | 5.96 | 37.36 | 2:23.27 | 5925   | Recorde pessoal |
| Medalha de bronze | Hanne Maudens        | Bélgica        | 14.75 | 1.77 | 11.49 | 24.58 | 6.34 | 40.29 | 2:15.70 | 5881   | Recorde pessoal |
| 4                 | Bianca Salming       | Suécia         | 14.62 | 1.83 | 13.29 | 26.13 | 5.81 | 44.39 | 2:17.69 | 5840   | Recorde pessoal |
| 5                 | Lovisa Östervall     | Suécia         | 13.97 | 1.80 | 10.39 | 24.88 | 6.09 | 36.90 | 2:19.94 | 5723   | Recorde pessoal |
| 6                 | Nina Schultz         | Canadá         | 14.13 | 1.77 | 11.53 | 24.79 | 5.57 | 42.84 | 2:24.74 | 5639   | Recorde pessoal |
| 7                 | Karin Strametz       | Áustria        | 13.74 | 1.62 | 10.82 | 24.66 | 5.84 | 39.69 | 2:18.61 | 5579   |                 |
| 8                 | Emma Fitzgerald      | Estados Unidos | 14.36 | 1.71 | 10.47 | 25.68 | 5.74 | 50.63 | 2:25.23 | 5577   | Recorde pessoal |
| 9                 | Lisa Maihöfer        | Alemanha       | 14.33 | 1.80 | 11.08 | 24.95 | 5.79 | 34.72 | 2:22.75 | 5540   | Recorde pessoal |
| 10                | Elisa Pineau         | França         | 14.89 | 1.77 | 13.23 | 25.72 | 5.96 | 35.94 | 2:25.56 | 5539   | Recorde pessoal |
| 11                | Amanda Marie Frøynes | Noruega        | 14.92 | 1.71 | 10.34 | 25.86 | 5.78 | 44.35 | 2:15.97 | 5493   | Recorde pessoal |
| 12                | Paola Sarabia        | Espanha        | 14.79 | 1.77 | 10.83 | 25.33 | 5.98 | 37.71 | 2:23.74 | 5491   |                 |
| 13                | Emma Oosterwegel     | Países Baixos  | 14.52 | 1.68 | 11.65 | 25.62 | 5.27 | 51.51 | 2:26.84 | 5461   |                 |
| 14                | Carmen Ramos         | Espanha        | 14.46 | 1.65 | 11.60 | 25.00 | 5.44 | 41.39 | 2:19.02 | 5445   |                 |
| 15                | Alysha Burnett       | Austrália      | 14.55 | 1.74 | 12.55 | 25.80 | 5.64 | 41.74 | 2:32.99 | 5416   |                 |
| 16                | Kaylee Hinton        | Estados Unidos | 14.12 | 1.74 | 10.37 | 24.95 | 5.66 | 33.23 | 2:25.17 | 5349   | Recorde pessoal |
| 17                | Celeste Mucci        | Austrália      | 13.77 | 1.65 | 11.70 | 25.45 | 5.66 | 39.14 | 2:40.86 | 5254   |                 |
| 18                | Mareike Rösing       | Alemanha       | 14.53 | 1.74 | 10.55 | 25.39 | 5.68 | 33.49 | 2:27.02 | 5252   |                 |
| 19                | Barbora Zatloukalová | Chéquia        | 14.52 | 1.68 | 9.17  | 25.18 | 5.43 | 36.83 | 2:22.68 | 5155   |                 |
| 20                | Marijke Esselink     | Países Baixos  | 14.54 | 1.65 | 11.02 | 25.76 | 5.40 | 37.07 | 2:29.85 | 5089   |                 |
| 21                | Weronika Grzelak     | Polónia        | 14.44 | 1.77 | 12.14 | 24.88 | 5.85 | 38.69 | DSQ     | 4872   |                 |
| 22                | Jessica Rautelin     | Finlândia      | 14.15 | 1.65 | 11.89 | 25.29 | 5.77 | 38.55 | DQS     | 4685   |                 |
| 23                | Maria Huntington     | Finlândia      | 14.26 | 1.68 | 10.88 | 25.92 | DNS  | –     | –       | DNF    |                 |
| 243               | Elizabeth Morland    | Irlanda        | 13.84 | 1.68 | DNS   | –     | –    | –     | –       | DNF    |                 |

Legenda
| Recorde mundial       | Recorde mundial (World record)               |                       | Recorde africano                      | Recorde africano (African) |                                           | Q | Classificado por posição (Qualified) |
| Recorde do campeonato | Recorde do campeonato (Championship record)  | Recorde da América    | Recorde da América (Americas)         | q                          | Classificado por melhor tempo (Qualified) |   |                                      |
| Melhor marca do ano   | Melhor marca do ano (World leading)          | Recorde asiático      | Recorde asiático (Asian)              | DNS                        | Não largou (Did not start)                |   |                                      |
| Recorde nacional      | Recorde nacional (National record)           | Recorde europeu       | Recorde europeu (European)            | DNF                        | Não terminou (Did not finish)             |   |                                      |
| Recorde pessoal       | Recorde pessoal do atleta (Personal best)    | Recorde da Oceania    | Recorde da Oceania (Oceania)          | DSQ / DQ                   | Desclassificado (Disqualified)            |   |                                      |
| Recorde da temporada  | Recorde da temporada do atleta (Season best) | Recorde sul-americano | Recorde sul-americano (South America) | NM                         | Sem marca (No mark)                       |   |                                      |